# ایندیان اسپرینگز (مونتانا)
ایندیان اسپرینگز (به انگلیسی: Indian Springs) شهری در ایالت مونتانا کشور ایالات متحده آمریکا است که جمعیت آن در سرشماری سال ۲۰۱۰ میلادی، ۳۱ نفر بوده‌است.